# 焦柳線
焦柳線（しょうりゅうせん）は、河南省焦作市と広西チワン族自治区柳州市を結ぶ中国国鉄の鉄道路線である。全長は1639kmで1978年12月26日に全線開通した。京広線の西側で中国南北を結ぶ重要な幹線である。

## 概要
元は南北二つに分かれた路線であった。北側は河南省焦作市から湖北省宜都市（元は枝城市）へ至る全長753kmの路線で焦枝線（しょうしせん）と称した。1969年11月1日に建設を開始し、1971年5月1日前に開通、1975年7月に運営開始した。南側は湖北省宜都市（元は枝城市）から広西チワン族自治区柳州市へ至る全長886kmの路線で枝柳線（しりゅうせん）と称した。1970年10月に建設を開始し、1978年12月1日に全通、1982年12月に運営開始した。1988年に焦枝線と枝柳線の両線が合併して焦柳線となった。起点の月山～石門県間が複線で石門県～柳州間が単線、月山～懐化間が電化され、懐化～柳州間は非電化である。

## 経由する省と主要都市
- 河南省：焦作市、済源市、洛陽市、平頂山市、南陽市
- 湖北省：襄陽市、荊門市、宜都市
- 湖南省：張家界市、吉首市、懐化市
- 広西チワン族自治区：柳州市

## 管轄鉄路局
- 起点～K474+099（起点より474.099km、耿坡駅－郜営駅間）：鄭州局[12]
- K474+099～K798+451（西斎駅－澧県駅間）：武漢局[13]
- k798+451～k1370+069（塘豹駅－牙屯堡駅間）：広鉄集団[14]
- k1370+069～終点：南寧局[15]

## 駅一覧
（焦作 - 北朱村 - 柏山 - ）月山 - 沁陽 - 捏掌 - 沁河北 - 蓮東 - 済源 - 軹城  - 武村 - 留荘 - 王荘 - 白合 - 孟津 - 洛陽北 - 楊文 - 洛陽東 - 関林 - 龍門南 - 伊川 - 汝陽 - 臨汝鎮 - 廟下 - 王堂 - 汝州 - 戎庄 - 小屯街 - 商酒務 - 平頂山西 - 魯山 - 瀼河  - 草店 - 交界 - 北召店 - 南召 - 九里山 - 董庄 - 皇路店 - 蒲山店 - 南陽 - 韓堂 - 穰東 - 夏集 - 鄧州 - 構林 - 耿坡 - 郜営  - 襄樊北 - 襄樊 - 襄陽 - 余家湖 - 王樹崗 - 朱市 - 宜城 - 上大堰 - 王集 - 胡集 - 斑竹鋪 - 双河 - 子陵 - 荊門 - 荊門南 - 漳河  - 淯渓  - 小煙墩 - 当陽 - 岩屋廟 - 玉泉寺 - 鴉雀嶺 - 安福寺 - 枝江 - 雅畈  - 枝城 - 桃子嶺 - 松滋 - 趕子幽 - 西斎 - 澧県  - 譚家河 - 官亭塔 - 新安鎮 - 石門県北 - 石門県 - 七松 - 苗市 - 慈利 - 岩泊渡 - 沙刀湾 - 渓口鎮 - 禾家村 - 張家界 - 大庸 - 二家河 - 後坪 - 永茂 - 官壩  - 回龍 - 新永順 - 施溶渓 - 猛洞河 - 古丈 - 排口 - 万岩 - 龍鼻咀 - 馬頚坳 - 吉首 - 吉首南 - 周家寨 - 利略 - 新鳳凰 - 大龍村 - 谷達坡 - 麻陽 - 大坡 - 涼亭坳 - 黄金坳 - 象鼻子 - （懐化 -） 懐化南 - 鴨咀岩 - 中方 - 排楼 - 冷水井 - 黔城 - 江市 - 相見 - 園沖 - 会同 - 連山 - 艮山口 - 靖州 - 流坪 - 通道 - 塘豹 - 牙屯堡 - 水団 - 江頭 - 八斗 - 三江県 - 程村 - 平寮 - 老堡 - 塘庫 - 六孟 - 程祥 - 富用 - 平琴 - 融安 - 浮石 - 貝江 - 融水 - 大路底 - 永楽街 - 双蒙 - 羅笛 - 古砦 - 寨隆 - 大嶺 - 古竹 - 更村 - 洛満 - 太陽村 - 新墟 - 柳州

## 接続路線
- 月山駅：太焦線、新月線
- 蓮東駅：侯月線
- 洛陽東駅：隴海線
- 関林駅：洛宜線
- 平頂山西駅（元宝豊駅[16]）：孟宝線
- 南陽駅：寧西線
- 襄樊駅：襄渝線、漢丹線
- 荊門駅：長荊線
- 鴉雀嶺駅：鴉宜線（宜昌駅への支線）
- 石門県駅：石長線
- 懐化南駅：懐化駅への連絡線経由で滬昆線（元湘黔線）、渝懐線
- 洛満駅：黔桂線
- 柳州駅：湘桂線